# سپاه اطلاعات بریتانیا
سپاه اطلاعات بریتانیا (انگلیسی: Intelligence Corps) مجموعه‌ای از ۷ گردان اطلاعات نظامی زیرمجموعه نیروی زمینی بریتانیا است، که در سال ۱۹۱۴ تأسیس شد. هم‌اکنون ارتشبد نیکلاس رینولدز هوتون فرماندهی این سپاه را برعهده دارد.